# William Arthur Satchell
William Arthur Satchell (* 1. Februar 1861 in London; † 21. Oktober 1942) war ein neuseeländischer Romancier, Verleger, Journalist und Unternehmer. Er gilt als einer der bedeutendsten neuseeländischen Schriftsteller der Kolonialzeit, der in seinen oft während oder kurz nach den Neuseelandkriegen (Land Wars) angesiedelten Romanen auch Perspektiven der Māori einzunehmen versuchte. Im Oxford Companion to New Zealand Literature (1998) wird sein wohl wichtigster Roman, The Greenstone Door (deutsch: Die Tür aus Jade), als eines der „humanistischen Hauptwerke“ der neuseeländischen Literatur bezeichnet.

## Leben und Werk
Satchell wurde in London geboren. Er entstammte einer gutsituierten und kulturell interessierten bürgerlichen Familie. Sein Vater hatte Ägyptologie studiert und arbeitete am Oxford English Dictionary mit. Zu den Freunden der Familie gehörten Alfred Lord Tennyson und Wilkie Collins. Mit dem englischen Historiker Allan Fea verband Satchell eine künstlerische Freundschaft und umfangreiche Korrespondenz.
Satchell besuchte die Hurstpierpoint und die Grove House Academy in England. Weiterhin studierte er u. a. in Heidelberg, wo er 1877 – zur Zeit des Philosophiehistorikers sowie Goethe- , Schiller- und Lessingforschers Kuno Fischer – als Gasthörer Lehrveranstaltungen zur deutschen Literatur des frühen 19. Jahrhunderts besuchte. Ein nachhaltiges Echo der Beschäftigung mit klassischer und romantischer deutscher Literatur findet sich in einer Reihe von Satchells neuseeländischen Texten, vor allem in seinem Hauptwerk The Greenstone Door. Wichtige Impulse der englischsprachigen Literatur erhielt Satchell u. a. durch Charles Dickens und Thomas Hardy.
1886 wanderte Satchell nach wenig erfolgreichen Versuchen als Dichter, Essayist und Verleger in London nach Neuseeland aus, wo er zunächst in dem stark durch die Māori-Kultur geprägten Naturhafen Hokianga eine Gemischtwarenhandlung betrieb. 1892 zog er mit seiner jungen Familie nach Auckland, wo er u. a. journalistische Artikel und Gedichte für den Auckland Star schrieb. Zur Zeit des beginnenden Goldrausches in Thames verdiente er ein kleines Vermögen als Landmakler, Goldwäscher und durch Aktien, setzte aber in seiner freien Zeit seine schriftstellerische Tätigkeit fort. 1901 gründete er die Zeitschrift The Maorilander, deren Hauptautor er war. 1902 erschien Satchells erster, unter den Bernsteinsuchern ("Gum Diggers") im neuseeländischen Norden spielender Roman The Land of the Lost in England. Sein Erzählstil, der psychologische und gesellschaftliche Beobachtungen mit numinosen Schicksalsmotiven verbindet, wurde in lobenden englischen Besprechungen mit Thomas Hardys Romanen verglichen. 1905 folgten die Romane The Toll of the Bush und 1907 The Elixir of Life, die ebenfalls in England erschienen und dort mehr Zuspruch erfuhren als in Neuseeland. Ausflüge in die Theaterliteratur und den Gartenbau scheiterten, nachdem Satchells Kapital aus früherem Grundstückshandel und Goldsuchen praktisch aufgebraucht war und er mit seiner Frau Susan (geb. Bryers) für neun Kinder zu sorgen hatte.
Nach zeitaufwendiger umfangreicher Planung erschien 1914 Satchells berühmtester Roman The Greenstone Door. Wegen seiner Rezeption deutscher Literatur, die – so Passagen aus Schillers Lied von der Glocke – teilweise direkt auf Deutsch zitiert wird, kam der Roman bei Ausbruch des Ersten Weltkriegs sowohl in Neuseeland als auch in Großbritannien zunächst weitgehend um seine Wirkung; er wurde jedoch später (1935, 1957) mehrmals wieder aufgelegt.
In einem anderen Kriegsjahr des Zweiten Weltkriegs hieß es 1942 in einer Würdigung des Sydney Bulletin, William Satchell sei einer der besten neuseeländischen Romanciers, „wenn nicht, aufgrund von The Greenstone Door der beste“. Der Roman erzählt die Freundschaft eines jungen Pakeha- (Europäers) Kolonisten mit einem jungen Māori-Häuptling und dessen Schwester, die im Verlauf der Kriegshandlungen in der Waikato-Region und der Schlacht von Orakau (1864) tragisch endet. Die jüngere Forschung hat die intertextuelle Dimension dieses neuseeländischen Geschichts- und Bildungsromans herausgearbeitet. Eine Leseanweisung in The Greenstone Door bezieht sich direkt auf Goethes grundlegenden Bildungsroman Wilhelm Meister, eine Schlüsselstelle spielt in einer an Novalis Heinrich von Ofterdingen angelehnten Höhlenszene, in der die Protagonisten wie bei Novalis geschichtsprophetisch ihre eigene Zukunft schauen. Parallelen, vor allem in der Freundschaft des indigenen und des europäischen Helden, bestehen auch zu Karl Mays Winnetou-Trilogie. Das zweideutige Ende des Romans im Garten des Gouverneurs und späteren neuseeländischen Premierministers George Edward Grey steht wiederum im Zeichen der Rezeption von Schiller. Der neuseeländische Kulturhistoriker Nelson Wattie nannte den Roman wegen seiner Bemühung um interkulturelle Verständigung „a New Zealand Nathan der Weise“ (einen neuseeländischen Nathan der Weise).
1928 schrieb Satchell eine Erzählung für Kinder unter dem Titel The Book of Joso. Seine weitere schriftstellerische Tätigkeit konzentrierte sich auf kürzere journalistische Texte. Satchells Romane erlangten dann später für einige postkoloniale Autoren wie Frank Sargeson teils als Vorbild, teils als Kontrastfolie, neue Bedeutung. Satchell verdiente seinen Lebensunterhalt in den letzten zehn Jahren vor seinem Ruhestand als Buchhalter für einen Holzhandelsbetrieb in Kopu bei Thames. 1939 stellte ihm die neuseeländische Regierung eine kleine Privatpension aus. 1942 starb Satchell in Auckland; seine neun Kinder überlebten ihn.